# (7079) Baghdad
(7079) Baghdad (1986 RR) – planetoida z grupy przecinających orbitę Marsa okrążająca Słońce w ciągu 3,46 lat w średniej odległości 2,29 j.a. Odkryta 5 września 1986 roku.